# بخش کلاشی
بخش کلاشی از بخش‌های تابعه شهرستان جوانرود در استان کرمانشاه در غرب ایران است که مرکز آن شهر شروینه می‌باشد بخش کلاشی در سال۱۳۸۳ تشکیل شد، که بخش مرزی شهرستان جوانرود محسوب می‌شود، شهر شروینه که مرکز بخش می‌باشد ۱۷کیلومتر با مرکز شهرستان فاصله دارد و یکی از مناطق نمونه گردشگری و توریستی است اهالی این بخش همه مسلمان و شافعی مذهب اند وبا یکی از لهجه‌های زبان کردی به نام سورانی تکلم می‌کنند، و همگی از طوایف جاف می‌باشند.

## تقسیمات کشوری
- بخش کلاشی

شهر شروینه
- دهستان شروینه
- دهستان کلاشی

## جمعیت
بنابر سرشماری مرکز آمار ایران، جمعیت بخش کلاشی شهرستان جوانرود در سال ۱۳۸۵ برابر با ۹۳۴۲ نفر بوده‌است.

## روستاها[۳]
- دهستان شروینه

ده‌سرخ،
ده‌توت سفلی،
شروینه،
علی‌ابادساسل،
گردک،
گل باغی،
گلی،
بیوله،
حوض سیدمراد،
سرخ‌بان سفلی،
سرخ‌بان علیا،
سفیدبرگ،
گنداب وسطی،
نوئل،
بیوند سفلی،
بیوند علیا،
پویینه،
زیران،
هانولان و
هشت پشتوله
- دهستان کلاشی

بایل،
پاونوان،
کلاش قوه،
کلاش هوش،
گویله،
لمه،
لولم،
مزران،
بانی لوان،
پسه خور،
دره یاب،
دوروله بالا،
دوروله پائین،
دولتا،
قین سخت،
قلاجی،
کانی سالار،
کلور،
کله،
کوسه امین،
مله رش،
میرعبدلی سفلی،
میرعبدلی علیا،
مره تا،
لاقلعه و
ایمان